# Yolanda Noivo
Yolanda Maria Carmo Lobo Noivo (Lisboa, 11 de Setembro de 1956) é uma actriz e modelo portuguesa. Está intimamente ligada à moda e à decoração, sendo dona de algumas lojas desse ramo. Yolanda costuma ser a responsável pelo guarda-roupa das suas personagens, como foi o caso em Terra Mãe e Os Lobos, produção a qual tinha também o cargo de consultora de figurinos. 
Viveu em Moçambique até aos 18 anos, mudando-se depois para Lisboa.
Do primeiro casamento tem uma filha chamada Inês. É casada com o jornalista Carlos Noivo, pai do seu filho António.

## Televisão
- Actriz convidada, Viviene em Voo Directo, RTP 2010
- Participação especial, Condessa em Ele é Ela, TVI 2010
- Participação especial, Judite em Pai à Força, RTP 2009
- Elenco fixo, Anna Pereira, em Rebelde Way, SIC 2008-2009
- Elenco adicional, Sónia, em Floribella, SIC 2007
- Elenco adicional, Ivone, em Doce Fugitiva TVI 2007
- Elenco fixo, Beatriz Monteiro e Castro, em Tempo de Viver, TVI 2006-2007
- Elenco adicional, Clube das Chaves, TVI 2005
- Elenco fixo, Babicha, em A Lenda da Garça, RTP 1999
- Figuração, Mulher no desfile em Os Lobos, RTP 1998
- Elenco fixo, Joana Sousa em Terra Mãe, RTP 1997/1998